# A88 (Frankrijk)
De A88 is een autosnelweg gelegen in het westen van Frankrijk. De snelweg verbindt de stad Caen met de A28 bij de plaats Sées. 
De snelweg werd ingehuldigd in augustus 2010.